# Osmond Martin
Osmond Peter Martin (ur. 4 grudnia 1930 w Dangriga, zm. 16 lutego 2017) – belizeński duchowny katolicki, emerytowany biskup Belize City-Belmopan od 2006.

## Życiorys
Święcenia kapłańskie otrzymał 3 kwietnia 1959 roku.

### Episkopat
8 czerwca 1982 papież Jan Paweł II mianował go biskupem pomocniczym Belize City z tytularną stolicą Thucca in Mauretania. Sakry biskupiej udzielił mu 7 października 1982 ówczesny biskup Belize City Robert Louis Hodapp. W dniu 11 listopada 1983 został mianowany biskupem Belize City przez papieża Jana Pawła II. W dniu 18 listopada 2006 papież Benedykt XVI przyjął jego rezygnację ze względu na wiek.